# Планерна гора
Плане́рна гора́ — географічна височина на південь від Києва, розташована поблизу села Ходосівка Фастівського району Київської області. Висота — близько 157 м над рівнем моря. Відома мальовничими краєвидами, історико-культурною спадщиною та як осередок активного відпочинку, зокрема пара- та дельтапланеризму. У 2023 році отримала статус ландшафтного заказника місцевого значення.

## Географія
Планерна гора розташована за 2 км на південний захід від аутлет-містечка «Мануфактура» та траси Н01 (Обухівський напрямок). Координати: 50.260549° N, 30.529714° E. З вершини відкриваються панорамні види на Київ, Голосіївський ліс, навколишні поселення та яри.

## Екологічна цінність
У 2023 році Київська обласна рада надала території статус ландшафтного заказника місцевого значення площею 31 гектар. Заказник охороняє ділянку українського степу з рідкісною флорою та фауною:
- ковила пірчаста й волосиста (Червона книга України);
- вусач земляний-хрестоносець, сколія-гігант, бджола-тесляр.

## Рекреація
Планерна гора є популярним місцем для:
- парапланеризму;
- дельтапланеризму;
- спостереження за польотами;
- пішохідного туризму, пікніків і фотозйомок, особливо на заході сонця.

## Історико-культурна спадщина
На території гори розташоване так зване Мале Ходосівське городище (Кругле городище) — укріплене поселення з валом та ровом, яке є частиною Ходосівського археологічного комплексу. Пам’ятка досліджувалася археологами у XX ст., виявлено матеріали скіфського часу, зарубинецької культури та давньоруського періоду.

## Як дістатися
- Автомобілем — трасою Н01 (Обухівський напрямок), з’їзд на село Ходосівка, далі ґрунтова дорога.
- Громадським транспортом — маршрутками від ст. м. «Видубичі» до зупинки в Ходосівці.